# Zeche Vereinigte Preußische Adler
Die Zeche Vereinigte Preußische Adler ist ein ehemaliges Steinkohlenbergwerk in Essen-Byfang-Burgaltendorf. Das Bergwerk war aus einer Konsolidation von zuvor eigenständigen Bergwerken entstanden.

## Bergwerksgeschichte
Über die beiden Vorgängerbergwerke wird nur wenig berichtet. Die Zeche Preußische Adler wurde bereits im Jahr 1765 in den Unterlagen erwähnt. Das Bergwerk war auch unter den Namen Zeche Preußisch Adler und Zeche Preußischer Adler bekannt. Zeitweise wurde das Bergwerk auch Zeche Geitling genannt. Ein gesicherter Betrieb dieses Bergwerks ist aus dem Jahr 1769 bekannt. Am 4. April 1833 wurde ein Längenfeld für den Abbau in Flöz Geitling verliehen. Auch für das zweite Vorgängerbergwerk, die Zeche Wasser- & Nebenbank, wird für den 4. April des Jahres 1833 die Verleihung eines Längenfeldes für den Abbau in Flöz Geitling genannt. Im September desselben Jahres ging das Bergwerk in Betrieb, im Oktober wurde mit der Gewinnung begonnen. Im Jahr 1834 konsolidierten die beiden Bergwerke zur Zeche Vereinigte Preußische Adler. Nach der Konsolidation ging das neue Bergwerk in Betrieb. Am 18. Januar des Jahres 1838 wurde ein Längenfeld verliehen. Im Jahr 1840 wurde auf den Erbstollensohlen des Altendorfer Erbstollens und des Himmelsfürster Erbstollens abgebaut. Im Jahr 1842 wurde das Bergwerk durch den Himmelsfürster Erbstollen, jedoch nur vier Lachter tiefer, gelöst. Am 8. Februar des Jahres 1855 konsolidierte die Zeche Vereinigte Preußische Adler mit weiteren Bergwerken unterhalb der Himmelsfürster Erbstollensohle zur Zeche Altendorf Tiefbau. Das Bergwerk blieb weiterhin mehrere Jahre in Betrieb. Im Jahr 1878 wurde die Zeche Vereinigte Preußische Adler stillgelegt. Im Jahr 1921 wurde die Berechtsame von der Zeche Vereinigte Mülheimerglück übernommen.

## Förderung und Belegschaft
Die ersten bekannten Förderzahlen stammen aus dem Jahr 1836, in diesem Jahr wurden 38.471 preußische Tonnen Steinkohle gefördert. Im Jahr 1837 wurden 51.818 preußische Tonnen Steinkohle gefördert. Im Jahr 1838 wurden 56.152 preußische Tonnen Steinkohle gefördert. Im Jahr 1840 betrug die Förderung 49.924 preußische Tonnen Steinkohle. Im Jahr 1842 sank die Förderung auf 27.437 preußische Tonnen Steinkohle. Im Jahr 1847 wurden 79.612 Scheffel Steinkohle gefördert. Im Jahr 1867 betrug die Förderung 3589 Tonnen Steinkohle. Die ersten bekannten Belegschaftszahlen des Bergwerks stammen aus dem Jahr 1869. In diesem Jahr waren 19 Bergleute auf dem Bergwerk beschäftigt, die Förderung betrug 2626 Tonnen Steinkohle. Im Jahr 1870 wurden 677 Tonnen Steinkohle gefördert. Die letzten bekannten Förder- und Belegschaftszahlen stammen aus dem Jahr 1875, damals wurden von vier Beschäftigten 523 Tonnen Steinkohle gefördert.